# Bataille de Tonelero
Guerre de la Plata
La bataille de Tonelero, également connue sous le nom de « passage du Tonelero », est une bataille qui s’est déroulée près de la falaise d'Acevedo, sur la rive ouest du Rio Paraná, en Argentine, le 17 décembre 1851. Elle a opposé l’armée de la Confédération argentine, commandée par Lucio Norberto Mansilla, et les navires de guerre de la marine impériale brésilienne, dirigés par John Pascoe Grenfell.

## La bataille
Le 17 décembre 1851, la flotte brésilienne commandée par Grenfell se trouvait près de la falaise d’Acevedo dans le fleuve Paraná, avec l’intention de percer les défenses argentines du passage de Tonelero. Il y avait huit navires de guerre brésiliens : quatre corvettes à vapeur (les Dom Pedro, Dom Pedro II, Dom Afonso et Recife) qui remorquaient deux corvettes à voile (les Dona Francisca et União), plus un brick, le Calíope. À bord du navire amiral de Grenfell, le Dom Afonso, se trouvaient le général de brigade Marques de Sousa et les Argentins colonel Wenceslao Paunero, lieutenant-colonel Bartolomé Mitre et lieutenant-colonel Domingo Faustino Sarmiento. Les navires transportaient la moitié des troupes qui composaient la 1e division d'infanterie impériale. Le reste de la division attendait à Colonia del Sacramento, en Uruguay.
Pour s’opposer au passage des Brésiliens, il y avait 16 pièces d’artillerie et 2000 soldats commandés par Lucio Norberto Mansilla, le gendre du chef de la Confédération argentine, Juan Manuel de Rosas. Pendant une heure, les Argentins ont tiré plus de 450 coups de canon en direction des navires brésiliens, causant peu de dégâts aux navires de guerre, mais tuant quatre marins et en blessant cinq autres. Les navires de guerre ont riposté, mais n’ont pas non plus causé de dégâts majeurs aux forces argentines, ne faisant que huit morts et vingt blessés. D’autres sources affirment que l’artillerie argentine a causé de lourds dommages aux navires de guerre.
L’escadre débarque les troupes à Diamante, province d'Entre Ríos, et une partie des navires revient pour amener les autres bataillons qui restent à Colonia.
Mansilla croyait que la division brésilienne allait atterrir directement sur son poste principal. Il s’enfuit avec ses hommes, laissant derrière lui toute l’artillerie et tout autre matériel.